# 夏時正
夏 時正（か じせい、永楽10年（1412年）- 弘治12年12月8日（1500年1月8日））は、明代の官僚。名は尚、字は時正で、字をもって通称された。のちに字を季爵と改めた。本貫は杭州府仁和県。

## 生涯
夏誠の子として生まれた。正統10年（1445年）、進士に及第した。刑部主事に任じられた。景泰6年（1469年）、刑部郎中として福建の囚人を記録したところ、死罪の者60人あまりが出ていた。中には死罪を減刑され、沿海の軍で兵士とされている者がいたが、時正はかれらが海賊となるのを憂慮して、山東に転地させ、その後に奏聞した。福建で死刑囚を減刑したときには、北方に行かせて兵士とするのがよいと提案した。法司はその言を是としながらも、詔に反して独断で転地させたことを罪とした。景泰帝は特別にこれを許した。
天順初年、大理寺丞に抜擢された。天順6年（1462年）5月、南京大理寺右少卿に転じた。成化4年（1468年）8月、南京太常寺少卿となった。成化5年（1469年）6月、大理寺卿に転じた。成化6年（1470年）春、江西の被災地の巡視を命じられた。無名の税十数万石を除き、諸司の不必要な労役数万を選り分け、職務怠慢な官吏200人あまりを罷免するよう上奏した。南昌府の贛江沿岸の堤防と豊城県などの土手を増築した。成化7年（1471年）2月、弾劾されて致仕した。布政使の張瓚が西湖書院を築くと、時正はそこに居住した。弘治11年（1498年）、布政司の楊峻に迎えられて杭州の家に帰った。弘治12年12月癸巳（1500年1月8日）、死去した。享年は88。著書に『深衣考』1巻・『三礼儀略挙要』巻10『太常志』10巻・『杭州府志』64巻・『留余稿』35巻があった。